# Tondauer
Die Tondauer ist einer der musikalischen Parameter, die sich auf den einzelnen Ton oder Klang beziehen und gibt dessen Zeitintervall an.
Die Tondauer kann mit den gewöhnlichen Maßeinheiten für Zeit (ms, s, min usw.) gemessen und beschrieben werden; in der herkömmlichen Musiknotation werden die unterschiedlichen Tondauern allerdings üblicherweise mit verschiedenen Notenwerten dargestellt, die nicht absolut ablesbar, sondern nur in relativer Weise aufeinander bezogen sind.
Als Behelf und Zeitgeber zur Ausführung gleichmäßiger Tondauern werden seit Beginn des 19. Jahrhunderts auch mechanische, später auch elektronische oder elektromechanische Metronome verwendet.